# 杨春林 (1916年)
杨春林（1916年—1989年），男，直隶（今河北）青县人，中华人民共和国政治人物，曾任天津市政协副主席。